# Mostra de Venise 1982
La Mostra de Venise 1982, 39e édition du festival international du film de Venise (39ª edizione della Mostra internazionale d'arte cinematografica), est un festival de cinéma qui se tient du 28 août au 8 septembre 1982 à Venise, en Italie.

## Jury
- Marcel Carné (président, France), Luis García Berlanga (Espagne), Mario Monicelli (Italie), Gillo Pontecorvo (Italie), Valerio Zurlini (Italie), Satyajit Ray (Inde), Andreï Tarkovski (URSS).

## Palmarès
- Lion d'or pour le meilleur film : L'État des choses (Der Stand der Dinge) de Wim Wenders
- Grand prix spécial du jury : L'Impératif (Imperativ) de Krzysztof Zanussi
- Lion d'or pour l'ensemble de la carrière : Alessandro Blasetti, Frank Capra, George Cukor, Jean-Luc Godard, Sergueï Ioutkevitch, Alexander Kluge, Akira Kurosawa, Michael Powell, Satyajit Ray, King Vidor, Cesare Zavattini, Luis Buñuel